# Eldar Trakić
Eldar Trakić (ur. 22 lipca 1995 w Brczku) – bośniacki siatkarz, grający na pozycji rozgrywającego, reprezentant Bośni i Hercegowiny. 

## Sukcesy klubowe
Mistrzostwo Bośni i Hercegowiny:
- 2018, 2019[1], 2021
- 2014, 2022

Puchar Bośni i Hercegowiny:
- 2018, 2019[2], 2021, 2022